# Maracanaú
Maracanaú är en stad och kommun i nordöstra Brasilien och ligger i delstaten Ceará. Den är belägen strax söder om Fortaleza, en av Brasiliens största städer, och ingår i dess storstadsområde. Folkmängden uppgår till cirka 200 000 invånare.

## Administrativ indelning
Kommunen var år 2010 indelad i två distrikt:
- Maracanaú
- Pajuçara

## Befolkningsutveckling
| Område     | Areal (km²)   | Invånarantal 1 augusti 2000 | Invånarantal 1 augusti 2010 | Invånarantal 1 juli 2014 |
| ---------- | ------------- | --------------------------- | --------------------------- | ------------------------ |
| Kommun     | 106,65        | 179 732                     | 209 057                     | 219 749                  |
| Centralort | Ingen uppgift | 179 170                     | 207 623                     | Ingen uppgift            |